# 東北抗日聯軍
東北抗日聯軍（とうほくこうにちれんぐん）は、満洲に展開した中国共産党指導下の抗日パルチザン組織。それまで満洲で活動していた共産党系の朝鮮人・中国人のパルチザン部隊東北人民革命軍が門戸を広げ、右派抗日武装団も受け入れて、1936年から再編成されていった。周保中や金日成など中国人や朝鮮人の有名なパルチザンが所属し、後にソ連軍第88独立狙撃旅団に組織構造ごと引き継がれ、その構成員が金日成を中心に朝鮮民主主義人民共和国の権力の中枢を占めたことで知られる（満洲派）。

## 成立
1930年代の前半において、満洲国では中国共産党指導下に、朝鮮人・中国人の抗日パルチザン部隊・東北人民革命軍が編成されていたが、朝鮮人隊員400名以上が親日スパイと疑われて粛清された民生団事件などで、脱走もあいつぎ、組織が有効に機能しなくなっていた。
一方、1935年にモスクワで開かれたコミンテルン第7回大会において、統一人民戦線の結成が呼びかけられると、中国共産党も8月テーゼを発表し、第2次国共合作を呼びかけた。これに基づいて、満洲においても「抗日反満」で一致するならば、国民党系の独立武装団体をも含むあらゆる団体と合作し、吸収をめざす方針が示されたのである。
実際には、すでに1934年ころから、国民党系の馬賊や義勇軍をも、共産党の指導下にまとめようと試みられていたのだが、土着の武装団体は主に富農、富豪を基盤にしているがために共産色を嫌い、日満側に寝返られてきた経緯があった。極力、共産色を薄めることに務めて、東北人民革命軍は小規模な馬賊や独立武装団を吸収し、東北抗日聯軍に再編されていった。
しかし、通化省を基盤とする国民党系の最大の抗日武装団、王鳳閣の大刀会と、満洲に最後まで残っていた朝鮮人民族派武装団・朝鮮革命軍の右派は共闘し、東北抗日聯軍への集団での参加を拒んだので、結局のところ、それほど大きな勢力とはなりえなかった。
東北人民革命軍は、第一軍、第二軍が南満洲、第四、五、七、八、十軍が東満洲、第三、六、九、十一軍が北満洲に展開していた。1936年、まずは南満の軍が第一路軍となり、これが後々までも、東北抗日聯軍の主力であり続けた。朝鮮人住人が圧倒的に多かった間島では、民生団事件が尾を引き、内紛が続いて、なかなか再編は進まなかったが、1937年には東満軍が第二路軍、1939年には北満軍が第三路軍ということで、一応の再編をみている。

## 編成
編成当初の第1路軍の人数は、中国共産党側の資料『中共延辺党組織活動年代記』『東北抗日聯軍闘争史』などから6000人あまりと推測され、日本側の『満洲共産匪の研究』によれば1630人ほどで、かなりの開きがある。
なお以下の人名は、佐々木春隆『朝鮮戦争前史としての韓国独立運動の研究』と姜在彦『金日成神話の歴史的検証』によった。徐大粛『金日成 思想と政治体制』が詳細だが、東北人民革命軍時代に戦死した人名が載るなど錯誤が見られるために避けた。太字の人名、崔賢、金日成、崔庸健、金策、姜健、崔勇進、金一、李永鎬は、生き延びて、後に北朝鮮の要職を占める。
- 第一路軍　総司令・楊靖宇　副総司令・王徳泰　政治委員・魏拯民
  - 第一軍　軍長・楊靖宇
    - 第一師　師長・程斌
      - 第3団　政治部主任・李鉄秀
      - 第4団　団長・隋祥太
      - 第6団　団長・劉仁鳳

    - 第二師　師長・曹国安
      - 第8団

    - 第三師　師長・王仁斎
      - 第5団
      - 第7団

  - 第二軍　軍長・王徳泰　政治主任・呉成崙（全光）のち季青
    - 第四師　師長・安鳳学
      - 第1団　団長・崔賢
      - 第2団
      - 第3団

    - 第五師　師長・陳翰章
      - 第4団
      - 第5団
      - 第6団

    - 第六師　師長・金日成
      - 第7団　団長・金周賢
      - 第8団　政治委員・朴徳山（金一）
      - 第9団
      - 第10団

    - 独立旅　旅長・方振声
      - 第1団　団長・崔春国
      - 第2団

    - 教導団
- 第二路軍　総司令兼政治委員・周保中　参謀長・崔庸健（崔石泉）
  - 第四軍　軍長・李延平　副軍長・王光宇
    - 第一師　師長・関書範
      - 第1団
      - 第2団
      - 第3団

    - 第二師

  - 第五軍　軍長・柴世栄
    - 第一師　師長・関書範
      - 第1団
      - 第2団
      - 第3団

    - 第二師　政治委員・陶浄非
      - 第4団　政治委員・金光侠
      - 第5団　政治委員・朴東和
      - 第6団

    - 第三師　師長・李文彬
      - 第8団
      - 第9団　政治委員・姜信泰（姜健）

  - 第七軍　軍長・李学福　軍長代理・崔石泉のち景楽亭　政治部主任・鄭魯岩のち鮑林
    - 第一師　師長・王汝起　政治部主任・彭施魯　うちの第一団団長・崔勇進
    - 第二師　師長・鄒其昌　うちの第七団政治委員・李永鎬
    - 第三師　師長・景楽亭のち雲鶴英、隋長青

  - 第八軍　軍長・謝文東
  - 第十軍　軍長・汪雅臣
  - 救国軍
  - 義勇軍
- 第三路軍　総司令・趙尚志（中国語版）[3]、張寿籛（李兆麟）（中国語版）　参謀長・許亨植　政治委員・馮仲雲のち金策
  - 第三軍　軍長・許亨植
    - 第一師 政治部主任兼哈東遊撃支隊司令・李福林（1937年4月戦死[3]）

  - 第六軍　軍長・夏雲傑（中国語版）（1936年11月26日戦死[4]）→張寿籛　政治部主任・張寿籛
  - 第九軍　軍長・李華堂
  - 第十一軍　軍長・祁致中　政治部主任・金正国

## 活動の状況

### 一路軍第一軍の西征
1936年、南満洲で第一路軍が成立した当初、中国共産党はいわゆる長征の最中だったが、「抗日東征」をかかげて山西省から河北省に進出し、東へ向かおうとする動きがあった。第一路軍第一軍の最初の活動は、これに連動して、西征することだった。
第1次の西征は、第一師によって行われた。1936年6月下旬、本渓と安東省鳳城県の境にある和尚帽子山を出発し、遼陽から南満洲鉄道と遼河を超えて、遼西から熱河に至ろうとした。しかし、岫岩の山岳地帯で満洲国軍に包囲され、突破して逃れたものの、多数の逃亡者、戦死者を出して引き返した。
第2次の西征は、第三師による。今度は全員が騎馬隊となって決行することとなり、36年11月下旬、興京県境から騎馬で出発し、満洲国軍の追撃を受けながら、清原から鉄嶺を超えて、遼河河岸に到達した。しかし、暖冬のため遼河が氷結しておらず、一ヶ月の行軍で疲弊し、結局、引き返すしかなかった。この間に、400名の隊員が百十数名に減ったとされる。
ところで、第三師の隊員数が400名であったとするならば、6個師をすべて同数とする単純計算で第一路軍全体は2400名程度となり、6000名あまりとするのは誇大に過ぎる。
翌1937年、日中戦争が勃発した。一路軍第一軍は、西征に失敗しながらもなお、八路軍との連携を志し、日本軍の後方を脅かす目的で、第三師の生き残りを中心に、清原、西豊、開原で活動を続け、別動隊が瀋陽、撫順一帯に進出するなどして、消耗を重ねた。

### 金日成部隊による普天堡襲撃
一方、1936年、第一路軍の第二軍は、長白地区に根拠地を作ろうとしていた。第四師の師長・安鳳学が逮捕され投降、第二軍の軍長・王徳泰が包囲され戦死するなど、相当な犠牲を払いつつ、まずは金日成が師長を務める第六師が根拠地開拓に成功し、1937年には、一路軍の第一軍第二師と、第二軍の第四師も、長白へ根拠地を移しつつあった。
もともと、1932年に東北人民革命軍を立ち上げたのは、中国共産党満洲省委磐石県委だったが、その当初からの古参朝鮮人メンバーに、呉成崙（全光）、李相俊（李東光）がいた。呉成崙は第二軍の政治主任で、李相俊も第二軍にかかわっていたとみられるが、彼らは民生団事件の反省に基づき、政治委員・魏拯民の支持を得て、朝鮮人の民族意識に訴えようと、在満韓人祖国光復会 を組織する方針を打ち出していたのである。長白への侵攻は、これに従ったもので、第六師は支持基盤の構築工作を開始し、その一環として、鴨緑江対岸の朝鮮半島内・咸鏡南道（現在は両江道）甲山郡を中心に活動していた朴金喆、朴達などの共産主義団体（のちの朝鮮労働党甲山派）と連絡をつけた。
1937年6月、第六師は鴨緑江を渡り、甲山郡普天面保田里（旧名、普天堡）の襲撃（普天堡の戦い）に成功したが、これは、甲山グループの手引き、参加によって成功したものである。この事件で、金日成は朝鮮のみならず、取り締まる日本側からも共匪（共産党匪賊）として大物視されるようになり、後の北朝鮮で金日成が権力を独占する上で、有力な基盤となったともされる。
前述のように、この前年から第六師は長白で根拠地作りを進めていて、それにともない、数十人規模の小隊が金日成部隊を名乗り、撫松や長白に出没して略奪を繰り返し、満洲軍守備隊と衝突を重ねていた。またこの年に入ってからは甲山グループの活動も活発になり、朝鮮人富豪から金品をまきあげるなどの事件もあった。さらには、崔賢を団長とする第四師第一団が、豆満江を超えて咸鏡北道茂山に進入してもいた。
したがって、すでに普天堡襲撃の前年から、朝鮮半島の新聞は「金日成部隊」の動向を伝えていた。1936年9月11日付けの毎日申報は「恵山対岸に出没する賊団は150 - 160人で、三分の一が満人他が朝鮮人であり、…官憲と同じ服装でソ連式と中国式の小・拳銃、軽機二丁、大砲一門を持つ。東北抗日聯軍系で、長白県方面に派遣されたこの部隊の首領は金日成という。これらは15〜20の掠奪班で朝鮮人部落から食料を掠奪している」　と、かなり正確とみられる情報を載せている。ちなみに、これに続いた京城日報の記事では、「匪首金一成（キム・イルソン）一党」となっていて、第六師が「キム・イルソン部隊」を名乗っていたことがわかる。
1937年の5月、崔賢部隊が茂山から南下し、恵山署関内、上興慶水の高瀬組材木作業所を襲った。金品多数を略奪した上、主任の日本人一人、他に朝鮮人5人、中国人30人を拉致して対岸に逃げ延び、身代金を要求した。それに引き続いての普天堡襲撃である。普天堡は300戸あまりの村で、日本人26戸、中国人2戸をのぞいて、残りがすべて朝鮮人である。そこで無差別に金品を強奪し、役場や消防会館、郵便局、小学校などに放火して逃げ去ったわけで、衝撃を受けた取り締まり側は、金日成と崔賢に多額の賞金を懸けて手配し、朝鮮日報や東亜日報も大きく報じた。これら新聞の論調は、彼らを匪賊として非難し、被害を受けた住民に同情するものが支配的だった。この時期の朝鮮では官憲（朝鮮総督府）による検閲のために、抗日運動を肯定的に報道することは困難でもあった。
東北抗日聯軍は中国共産党との連絡がとれず、ソ連の援助も得づらい状況に陥っていた。物資補給のためにしばしば日本人、朝鮮人、現地人の区別なく強奪、身代金目的の誘拐など暴力的な略奪行為も行った。また身代金目的のほか、人員を補給するためにも住民を拉致し、共産主義思想を吹き込み、人員に充てていた。物資や人員の補給手段においては匪賊と大差ないとする研究者もいる。

### 恵山事件と第一路軍の編成替え
金日成部隊の普天堡襲撃において、追撃した恵山警察署の警察部隊は、待ち伏せを受けて32人の内7人の戦死者を出す惨状で、急遽、咸興の歩兵第74連隊・金仁旭少佐が恵山守備隊長に任じられた。この恵山守備隊が警察部隊と協力し、崔賢部隊と合流していた金日成部隊を急襲して、打撃を与えた。これにより、金日成部隊が再び国境線を越えて朝鮮へ侵攻することはなくなったが、甲山グループの活動は続き、雲興面の金鉱山が襲われ、砂金などが強奪された。強盗団が金日成部隊を名乗るビラをまいていたことから、同調する甲山グループの存在が露呈し、甲山側で162人、長白県で59人が検挙された。恵山事件のはじまりである。朴金喆はこのとき検挙された。
恵山事件第1次検挙者の自供もあり、翌1938年には、さらに朴達を含む279人が検挙され、在満韓人祖国光復会と、それに連なった甲山グループは壊滅した。
一方、1938年の初頭、第一路の主力部隊は、主に輯安県の森林地帯にいた。中国人だった総司令・楊靖宇と政治委員・魏拯民は、八路軍との連絡にこだわり、再々度の西征を計画した。ところが、その最中に、第一師の師長・程斌が、部隊ごと日満討伐部隊に投降した。日満側は、投降者を処刑することなく、賞金や職場を保障する帰順作戦をとっていて、それに応じたものである。このため、西征は中止となり、以下のように、一路軍の編成替えが行われた。人数は姜在彦『金日成神話の歴史的検証』による。
- 第一路軍　総司令・楊靖宇　政治委員・魏拯民　軍需処長・呉成崙
  - 総司令部警衛旅　旅長・方振声　（500人）
  - 第一方面軍　指揮・曹亜范　（250人）
  - 第二方面軍　指揮・金日成　（350人）
  - 第三方面軍　指揮・陳翰章　（300人余り）

このうち、第二方面軍、第三方面軍については、従来、第二路軍の活動範囲とされていた東満の和竜、安図、延吉、汪清、汪清、琿春などの朝鮮人の多く住む地域が、活動区域として組み込まれた。

### 一路軍の壊滅
日中戦争が勃発していた1937年、ソ連は満洲国、朝鮮と接する国境線を警戒し、沿海州に住む高麗人すべてを親日勢力と見なして、中央アジアに強制移住させた。これを実行したのは、ヨシフ・スターリンの大粛清に当初からかかわり、極東内務人民委員部（ゲーペーウー）長官になっていたゲンリフ・リュシコフだったが、彼は自分の身が危うくなったことを察し、1938年6月、沿海州から国境線を越えて満洲国へ亡命した。リュシコフは琿春の憲兵隊に連行された後、東京の参謀本部に送られ、亡命記者会見を行った。
この亡命事件で、ソ満朝の国境は極度に緊張し、ソ連軍と日本軍守備隊が衝突して張鼓峰事件が起こる。
さらに翌1939年、ノモンハン事件が起こって、とりあえず停戦とはなったが、日本側の警戒は高まり、関東軍によって、満洲国内の抗日勢力に対する徹底した取り締まりがはじまった。第2独立守備隊司令官・野副昌徳少将に、満洲国軍から7個旅団、警察隊30個大隊が配属され、東北抗日聯軍に対することとなったのである。
野副討伐隊の作戦は、軍、警察、行政機関、民間組織の連絡を密にし、網の目を細かく張ってゲリラ活動を封じ、民衆から切り離すことだった。つまり、一般住民にとって、討伐隊とゲリラ部隊が交互に現れる状況下では、身の安全のため双方の要求に応じざるをえなかったわけだが、討伐隊がゲリラ隊を追い込み、略奪や拉致、脅しを封じ、完全に治安を維持するならば、ゲリラ隊の報復を恐れることがなくなり、積極的に討伐隊に協力するようになる。結果、東北抗日聯軍は無人の森林地帯に追い込まれ、食料や衣料の確保さえ困難となった。
討伐隊の中でも、もっとも有能に動いたのは、程斌など投降した元抗日聯軍が構成する警察部隊だった。彼らの活躍により、第一路軍はしだいに追い詰められ、分散行動をとらざるをえなくなる。1940年の初めには、警衛旅長・方振声が逮捕、処刑され、投降者も相次いだ。その投降者から総司令・楊靖宇の動静が知れ、単身行動を余儀なくされるまでになった。楊靖宇は濛江県（現在は楊靖宇にちなんで靖宇県と改められている）において、山仕事に入った住民と接触して通報され、投降を拒んで射殺された。討伐隊は、その最期の節操に感じ入り、仏事を営んで霊をなぐさめた。
楊靖宇亡き後、一路軍指導者となった魏拯民は幹部会議を催し、主力部隊を北上させるために、第一方面軍は南満でパルチザン活動を継続する方針を出したが、その直後に、指揮官・曹亜范が隊員に殺害され、第一方面軍は内紛により解体してしまった。
そんな中でも、金日成率いる第二方面軍は、100〜300人ほどの集団活動を維持し、襲撃、略奪、拉致を成功させていた。1940年3月には、安図県大馬鹿溝森林警察隊を襲撃し、死傷者各2名の損害を与え、金品2万3千円を略奪し、苦力およそ140名を拉致した。2日後、拉致者のうち25名（日本人1名、朝鮮族13名、満洲人9名、白系ロシア人2名）を釈放。残りの拉致人質70名あまりを伴って逃走を続けたため、満洲警察・前田隊の追うところとなったが、待ち伏せにより、前田隊140名のうち日本側資料で戦死者数58名、戦傷者27名、行方不明9名という壊滅的な打撃を与え、健在ぶりを印象づけた。
この年の秋から野副討伐隊の活動は再び活発になり、第二方面軍を主な標的としたため、金日成部隊も少部隊に分散せざるをえなくなった。結局、衣食に困り、一路軍中枢の魏拯民とも連絡がとれず、金日成を含む数十人は、8月から10月ころに、独自の判断でソ連領に逃げ込んだ。ソ連側との連絡もないままの突然の入ソだったため、金日成は抑留され、一時は投獄された。
第三方面軍は、1939年、第二路軍第五軍との大規模な共同作戦で、一時、安図県大沙河鎮を占領するなどの活躍を見せていたが、その年の冬から軍単位の活動は不可能となり、戦死、戦傷、逃亡、投降が続いて、壊滅状態になった。1940年の暮れ、指揮官の陳翰章は追い詰められて戦死する。しかし、活動を続ける団もあり、金日成部隊の入ソ以降、少人数に分かれてソ連入りした。十三団を率いていた崔賢もその中に含まれている。
第一路軍総司令部も壊滅状態だったが、1940年11月ころには、軍医処長・徐哲が警衛旅生き残りの数名を連れて入ソした。満洲に残った一路軍首脳部に関しては、1941年1月に、呉成崙が投降帰順。3月、病に冒され孤立していた魏拯民が、討伐隊に発見されて戦死。あるいは病没後に発見されたのだともいわれる。
これにより、一路軍の満洲における活動は、ほぼ終わった。

### 二路軍、三路軍とソ連
東北抗日聯軍は、そもそもコミンテルンの指令に基づいて再編されたもので、ソ連の支援を受けていたが、ソ連の極東現場における聯軍への対応は、状況に応じて、かなりな変化があった。一路軍の活動範囲はソ連国境線から離れていたため、もともと援助を得ることも少なかったが、国境近くの東満、北満にあった二路軍、三路軍は、密接にソ連とかかわっていた。
国境線が緊張していた1938年末には、再編前の東北人民革命軍の第六軍五師が、日本軍に追われて部隊ごと越境したが、師長が逮捕されただけでなく、全員が新疆省に送られた。
二路軍、三路軍は、ともに大規模な内紛をかかえていたが、その調整に指導力を発揮し、両軍を通じての中心になっていたのは、第二路軍の総司令兼政治委員・周保中だった。1940年の一月、彼が中心となって、ソ連極東当局と第一次ハバロフスク会議がもたれ、中国共産党中央と連絡がとれない状況下、ソ連極東党組織と極東方面軍が、東北抗日聯軍を臨時指導し、援助を与えることについて、合意が成立した。
1940年の11月、周保中と参謀長の崔庸健は、事前にソ連側の連絡を受け、部隊ごと入ソし、生き延びていた二路軍の他の隊員も、それに続いた。投獄されていた金日成の身元を保証したのは、周保中である。
三路軍は、総司令の李兆麟などの幹部は入ソしたが、ソ連に不信感を持っていた者もあり、参謀長の許亨植の指揮のもと、部隊の半数が北満に残って戦い続けた。許亨植は1942年、慶安県青峰嶺にて壮絶な戦死を遂げた。一端入ソしていた政治委員の金策は、許亨植の意志を継ぎ、1943年の暮れまで入ソを拒んで、鳳山県で活動を続けた。
1941年の時点において、一路軍から入ソした人数は88人ほど、二路軍からは110人ほどで、合計200人ほどがソ連領にいたものと推測されている。

## その後
ソ連に亡命した構成員は、第88特別旅団（教導旅団）に編入された。この旅団は、ソ連軍に吸収された形だったが、ソ連人をまじえながら、その構成員や職責など、周保中が旅団長になるなど概ね東北抗日聯軍の組織構造を保っており、中国共産党は同旅団を東北抗日連軍教導旅団（抗連教導旅）とも呼称している。しかし、一部の元隊員は聯軍から切り離され、ソ連軍諜報機関直属とされて、満洲国に潜入し、工作に従事した。危険な任務に従事した彼らだったが、粛清がおよび、日本軍のスパイと見なされ、刑を受けた者もある。なお、金日成は自らの朝鮮人民革命軍が東北抗日連軍第一路軍第二軍に編入されたことを回顧録『世紀とともに』で認めているが、ソ連軍とは連携したのみとして同旅団の存在を無視している。
1945年、日本が敗戦し、ソ連軍が朝鮮を解放した。金日成をはじめとする朝鮮人隊員は、ソ連軍が占領した北朝鮮（38度線以北の朝鮮）に帰され、北朝鮮人民委員会や朝鮮共産党（後の朝鮮労働党）、及び朝鮮人民軍の要職に就いた。朝鮮民主主義人民共和国の建国後、東北抗日聯軍の出身者は満洲派（パルチザン派）と呼ばれる派閥となり、南労党派（南朝鮮労働党出身者）、延安派（東北抗日聯軍とは別に中国から帰国した者）、ソ連派（東北抗日聯軍とは別にソ連から派遣された者）、甲山派（普天堡の戦いなどで東北抗日聯軍と共闘した者）を相次いで粛清し、北朝鮮の権力を独占した。朝鮮労働党から政敵を駆逐した満洲派は、1967年に党の指導理念として唯一思想体系を採択し、これ以降北朝鮮は主体思想に基づく独自の社会主義国として歩んでいくこととなる。
2015年に開催された中国の対日戦勝70周年記念式典では東北抗日聯軍の模範部隊が行進しており、東北抗日聯軍に加わった崔賢の息子である崔竜海・朝鮮労働党書記（当時）が北朝鮮を代表し、東北抗日聯軍と対峙した満洲国軍（中国の朝鮮族学者の一説では間島特設隊に所属した）の元将校朴正煕の娘である朴槿恵韓国大統領とともに観閲したことは韓国メディアに注目された。
重村智計は、東北抗日聯軍は中国抗日軍との連合軍であり、普天堡の戦いは北朝鮮が喧伝しているよりもっと小規模であったことを指摘している。